# 黑环壳科
黑环壳科（学名：Halotthiaceae），是格孢菌目下的一个科。

## 下属分类
- 黑环壳属 Halotthia
- Mauritiana
- Phaeoseptum
- Pontoporeia
- Sulcosporium